# アラン・ヒルズ84001
アラン・ヒルズ84001（Allan Hills 84001、略称：ALH84001）は、南極大陸で採取された、火星起源の隕石の破片。内部から細菌のような生命体の化石らしきものが確認され、地球外生命の痕跡ではないかと取り沙汰されたが、現在に至るも結論は出ていない。

## 来歴
1984年12月27日、南極隕石探査（ANSMET）プログラムの現地調査チームによって南極横断山脈東端のアラン・ヒルズで発見され、当時の重量は1.93kgであった。同チームが採取した7,000個以上の隕石の中の1つであり、NASAによると、ALH84001は今から約36億年前に火星で溶岩から生成された岩石であり、1,300万年前から1,600万年前に小惑星が火星に衝突した際に、破片として宇宙空間に飛散。そして1000万年以上にわたって宇宙空間を漂流した後、約1万3000年前に地球に落下したと推定されている。
これらの時期は、放射年代測定であるサマリウム-ネオジム法、ルビジウム-ストロンチウム法、カリウム-アルゴン法、放射性炭素年代測定を用いて推定された。

## 生物形態残骸の可能性

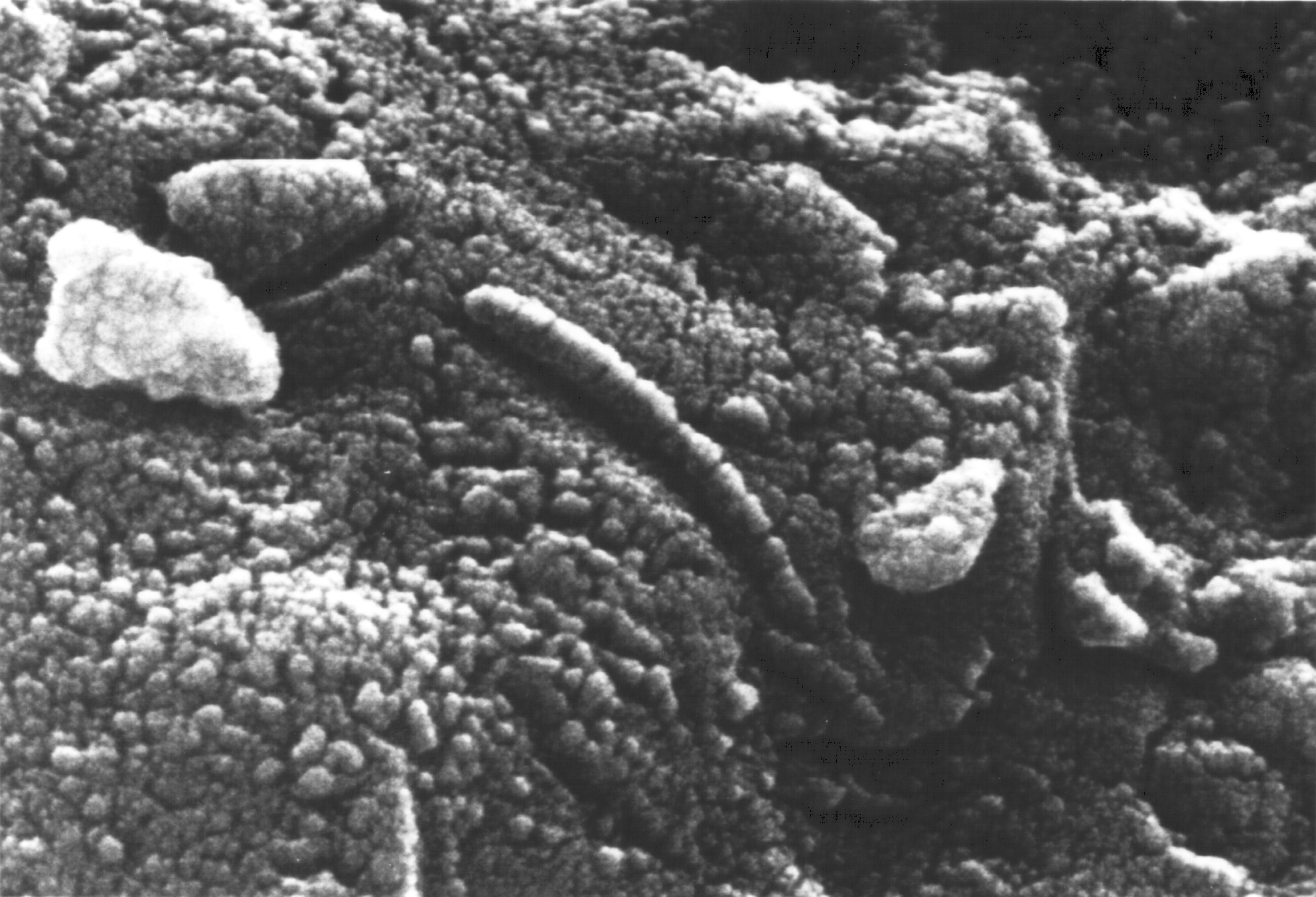
ALH84001に含まれる鎖状構造（電子顕微鏡画像）

1996年、NASAのデイヴィッド・マッケイ博士は『サイエンス』で論文『Search for Past Life on Mars: Possible Relic Biogenic Activity in Martian Meteorite ALH 84001（火星での古代生命の探索：火星隕石ALH84001中の生物活動の名残の可能性）』を発表し、ALH84001には微小な生命の証拠が含まれていると報告した。具体的には、次の4点が挙げられた。
1. ALH84001に含まれる炭酸塩が、生命に適した温度で形成されたこと。
2. ALH84001から見つかった有機物は、炭素13を比較的少量しか含んでおらず、これは生化学反応の痕跡であること。
3. 磁性粒子がバクテリア由来であること。
4. ALH84001から見つかった奇妙な構造は、バクテリアの化石であること。

電子顕微鏡による観察の結果、ALH84001には鎖状の構造をした、生物形態の残骸と考えられるものが含まれていることが発見された。この直径は20nmから100nmであり、極小細菌の一種であると推定された。これについては様々な議論が行われたが、現在に至るまで生物の痕跡であるという確証は出ていない。